# Mapam

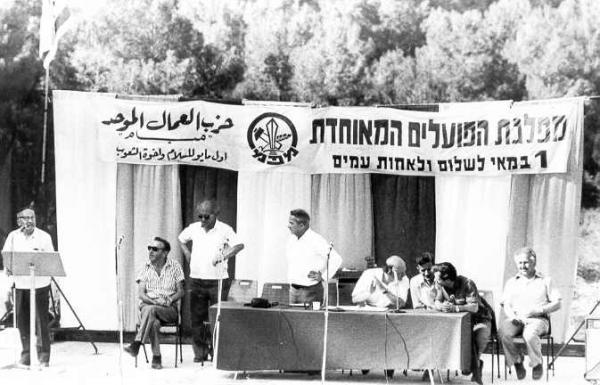
Mapam manifestando en el Primero de mayo de 1950. En la pancarta se lee "Primero de Mayo por la Paz y Hermandad entre los Pueblos".

Mapam (en hebreo: מפ"ם‎, el acrónimo para Mifleget HaPoalim HaMeuhedet; en hebreo: מפלגת הפועלים המאוחדת‎, lit. Partido de los Obreros Unidos, en árabe: حزب العمال الموحد, Hezb-e Al'mial Almuhad‎, abreviado 'مبام') era un partido político de Israel, y fue uno de los precursores del partido Meretz.

## Historia
Mapam fue creado en enero de 1948 emergiendo de Partido Obrero de Palestina y del Movimiento Ahdut HaAvoda Poale Zion. El partido fue originalmente Marxista-Sionista y representaba el ala-izquierda (Kibbutz Artzi, movimiento de granjas colectivas asociadas con Hashomer Hatzair) del movimiento sionista. Su órgano de prensa y difusión era el diario Al HaMishmar.
En las elecciones legislativas israelíes de 1949, por la primera Knesset, Mapam obtuvo 19 escaños, convirtiéndose en el segundo partido después de Mapai. Como al partido no le fue permitido tener al mismo tiempo árabes israelíes en su lista, tenían una lista árabe aparte, el Bloque Árabe Popular, para participar en las elecciones (una táctica también usada por Mapai, con quienes Lista Democrática de Nazareth estaban asociados). No obstante, la lista árabe fracasó en atravesar el umbral electoral del 1 %.
Los partidos pro-soviéticos no eran del agrado de Ben-Gurion, y no fueron incluidos en la coalición de gobierno. Durante la sesión obtuvieron una banca cuando Eliezer Preminger se les unió luego de abandonar el Maki (Partido Comunista de Israel) para fundar su propio partido, el Comunistas Hebreos.
En las elecciones legislativas de 1951 el partido perdió 15 bancas y nuevamente fue excluido de la coalición. Sin embargo, se convirtieron en el primer partido Sionista con un diputado árabe-israelí, Rostam Bastuni, representándoles en la Knesset.
Desde el punto e vista de Mapam, los más importantes sucesos de la segunda Knesset, fueron los Procesos de Praga de 1953, los cuales sacudieron severamente la confianza de los partidos en la Unión Soviética. Los procesos produjeron la purga de la mayoría de los líderes judíos del Partido Comunista de Checoslovaquia, quienes fueron falsamente acusados junto con el enviado de Mapam en Praga, Mordechai Oren, de ser parte de una conspiración sionista. Después de Los Procesos de Praga y más tarde, el Discurso Secreto de Nikita Jruschov durante el XX Congreso del PCUS en la Unión Soviética, Mapam decidió mover su posición radical de izquierda, hacia una posición no estalinista, cercana a la socialdemocracia. 
Esto generó una división en el partido. Avraham Berman, Rostam Bastuni y Moshe Sneh abandonaron el partido y crearon la Facción de Izquierda, mientras Hannah Lamdan y David Livschitz creaban la Facción independiente de Ahdut HaAvoda. Aunque Bastuni más tarde retorno al partido, Berman y Sneh finalmente se unieron al Maki, mientras Lamdan y Livschitz se unieron al Mapai. Otros cuatro miembros abandonaron el partido para recrear Ahdut HaAvoda, no obstante el vocero de la Knesset no reconoció al grupo como un partido independiente durante las sesiones parlamentarias. Esto también disgusto a la URSS.
Aunque el partido vio reducidas sus bancas a siete al final de la segunda Knesset, en las elecciones legislativas de 1955 obtuvieron nueve bancas. Habiendo efectivamente renunciado a la Unión Soviética, Mapam fue entonces incluido en la coalición de Ben-Gurion para la séptima y octava gobernación. Sin embargo, le echaron la culpa a la dimisión de Ben-Gurion y al colapso del gobierno el 5 de julio de 1959 cuando ellos y Ahdut HaAvoda votaron en contra del suministro y venta de armas por el gobierno a Alemania Occidental aunque se negaron a abandonar la coalición.
En las elecciones legislativas de 1959, el partido retuvo sus nueve bancas, y a pesar de las diferencias previas, fueron incluidos en la coalición de Ben-Gurion. 
En las elecciones legislativas de 1961, nuevamente ganaron nueve bancas, pero no fueron convocados a formar parte de la coalición de gobierno.
Las elecciones legislativas de 1965 vieron perder una banca al partido, descendiendo sus mandatos a solo ocho, pero entraron en la coalición de gobierno. En enero de 1969 el partido realizó una alianza con el Partido Laborista, denominada Alineamiento. La alianza les condujo a ganar el más alto número de bancas en la historia, en las elecciones legislativas de 1969 (56 de 120). En ese momento, el vocero soviético describió al MAPAM como “uno de los más reaccionarios entre todos los partidos socialistas de izquierda el mundo".
Mapam brevemente abandono la Alianza durante las elecciones legislativas de 1973, pero regresó poco después. El partido entonces mantuvo parte de la Alianza hasta las elecciones legislativas de 1984, rompiendo luego ante el enojo producido por la decisión de Shimon Peres de formar un gobierno de unidad nacional con el Likud, llevándose seis bancas con ellos (reducidas luego a cinco cuando Muhammed Wattad desertó hacia Jadash). No obstante, en las elecciones legislativas de 1988, el partido ganó solo tres bancas.
Como resultado de esta declinación, el partido se unió con Ratz y Shinui para formar Meretz, una nueva izquierda, socialdemócrata y pacifista, transformándose en la cuarta fuerza política en las elecciones legislativas de 1992. 
En 1995 el diario del partido, Al HaMishmar, cesó su publicación. En 1997 los militantes de Meretz provenientes de Ratz y parte de Shinui (la mayoría de los miembros no estaban de acuerdo con la fusión y reforma como un partido independiente encabezado por Avraham Poraz) fueron formalizados y Mapam dejó de existir.

## Resultados electorales
|  | 14.7 % |

|  | 12.5 % |

|  | 7.3 % |

|  | 7.2 % |

|  | 7.5 % |

|  | 6.6 % |

|  | 2.5 % |

## Miembros de la Knesset
| Knesset (MdK) | Miembros de la Knesset                                                                           |
| --- | ------------------------------------------------------------------------------------------------ |
| Moshe Aram, Menachem Bader, Dov Bar-Nir (reemplazado por Menachem Ratzon el 10 de abril de 1951), Yisrael Bar-Yehuda, Yitzhak Ben-Aharon, Mordechai Bentov, Yisrael Galili, Ya'akov Hazan, Fayge Ilanit, Hannah Lamdan, Nahum Nir, Eliezer Peri, Beryl Raptor, Ya'akov Riftin, Hanan Rubin, Moshe Sneh, Yitzhak Tabankin (reemplazado por David Livschitz el 12 de abril de 1951), Meir Ya'ari, Aharon Zisling, Eliezer Preminger (unido desde el Hebreos Communistas el 15 de agosto de 1949)                 |                                                                                                  |
| Rostam Bastuni, Mordechai Bentov, Ya'akov Hazan, Eliezer Peri, Ya'akov Riftin, Hanan Rubin, Meir Ya'ari, Moshe Aram,¹ Yisrael Bar-Yehuda,¹ Yitzhak Ben-Aharon,¹ Aharon Zisling,¹ Avraham Berman,² Moshe Sneh,² Hannah Lamdan,³ David Livschitz³ ¹ abandona el partido para fundar Ahdut HaAvoda el 23 de octubre de 1954 ² Abandona el partido para fundar la Facción de Izquierda el 20 de febrero de 1952 ³ Abandona el partido para fundar la Factcon independiente de Ahdut HaAvoda el 20 de enero de 1953 |                                                                                                  |
| Yisrael Barzilai, Mordechai Bentov, Ya'akov Hazan, Ya'akov Riftin, Hanan Rubin, Emma Talmi, Meir Ya'ari, Haim Yehuda, Yitzhak Yitzhaky (reemplazado por Yussuf Hamis el 21 de septiembre de 1955) |                                                                                                  |
| Yisrael Barzilai, Mordechai Bentov, Yussuf Hamis, Ya'akov Hazan, Ya'akov Riftin, Hanan Rubin, Emma Talmi, Meir Ya'ari, Haim Yehuda (reemplazado por Yosef Kushnir el 10 de julio de 1960) |                                                                                                  |
| Yisrael Barzilai, Mordechai Bentov, Yussuf Hamis, Ya'akov Hazan, Ya'akov Riftin, Hanan Rubin (reemplazado por Yosef Kushnir), Victor Shem-Tov, Emma Talmi, Meir Ya'ari |                                                                                                  |
| Reuven Arazi, Ya'akov Hazan, Natan Peled, Shlomo Rosen, Victor Shem-Tov, Emma Talmi, Meir Yaari, Abd el-Aziz el-Zoubi (todos emergieron del Alignment) |                                                                                                  |
| Reuven Arazi, Haika Grossman, Abd el-Aziz el-Zoubi, Dov Zakin, Ya'akov Hazan, Meir Ya'ari, Shlomo Rosen |                                                                                                  |
| Yehuda Dranitzki, Aharon Efrat, Haika Grossman, Eliezer Ronen, Meir Talmi, Dov Zakin, Abd el-Aziz el-Zoubi (reemplazado por Haviv Shimoni del Partido Laborista el 14 de febrero de 1974) |                                                                                                  |
| | Elazar Granot, Muhammed Wattad, Dov Zakin, Naftali Feder, Yair Tzaban, Emri Ron, Victor Shem-Tov |
| Elazar Granot, Haika Grossman, Amira Sartani, Victor Shem-Tov (reemplazado por Gadi Yatziv el 15 de marzo de 1988), Yair Tzaban, Muhammed Wattad (abandono para unirse a Hadash el 12 de julio de 1988) |                                                                                                  |
| Hussein Faris, Haim Oron, Yair Tzaban |                                                                                                  |
| Haim Oron, Walid Haj Yahia, Yair Tzaban, Anat Maor |                                                                                                  |
| Haim Oron, Walid Haj Yahia, Anat Maor |                                                                                                  |